# Tipula alboplagiata
Tipula alboplagiata är en tvåvingeart som beskrevs av Alexander 1935. Tipula alboplagiata ingår i släktet Tipula och familjen storharkrankar.
Artens utbredningsområde är Taiwan. Inga underarter finns listade i Catalogue of Life.